# Zaire Rezende
Zaire Rezende (Uberlândia, 25 de dezembro de 1931— Uberlândia, 31 de maio de 2022) foi um médico e político brasileiro, que foi prefeito de Uberlândia por dois mandatos.

## Biografia
Filho de João Resende e de Antônia da Silva Rezende, concluiu o secundário no Colégio São José, no Rio de Janeiro, em 1949. Posteriormente, começou a estudar na Faculdade Nacional de Medicina, atual Faculdade de Medicina da Universidade Federal do Rio de Janeiro (UFRJ), concluindo em 1955. Mudou-se posteriormente para o estado de São Paulo, se filiando à Aliança Renovadora Nacional (ARENA) e sendo eleito vereador na cidade de São Sebastião, no litoral paulista, em 1968, se reelegendo em 1972. Em 1976, deixou a ARENA e se filiou ao Movimento Democrático Brasileiro (MDB), partido ao qual se mantém filiado até hoje. Retornou a Uberlândia se elegendo prefeito da cidade em 1982 e governou até 1988. Dois anos depois, se elegeu deputado federal por Minas Gerais, sendo o candidato mais votado do Triângulo Mineiro, mantendo-se no cargo até 2000, quando foi eleito para mais um mandato como prefeito de Uberlândia. Mas sua administração foi impopular, o que fez com que ele não se reelegesse em 2004, apenas atingindo o quarto lugar no pleito. Dois anos depois, em 2006, foi candidato a vice-governador na chapa de Nilmário Miranda (PT), que foi derrotada por Aécio Neves (PSDB), no primeiro turno. Atualmente, estava fora da vida pública, mas em 2019 estava escrevendo um livro de memórias sobre sua vida.